# Mesehti
Mesehti war „Bürgermeister“ und „Priestervorsteher“ in Assiut am Beginn des Mittleren Reiches (um 2000 v. Chr.) im Alten Ägypten.

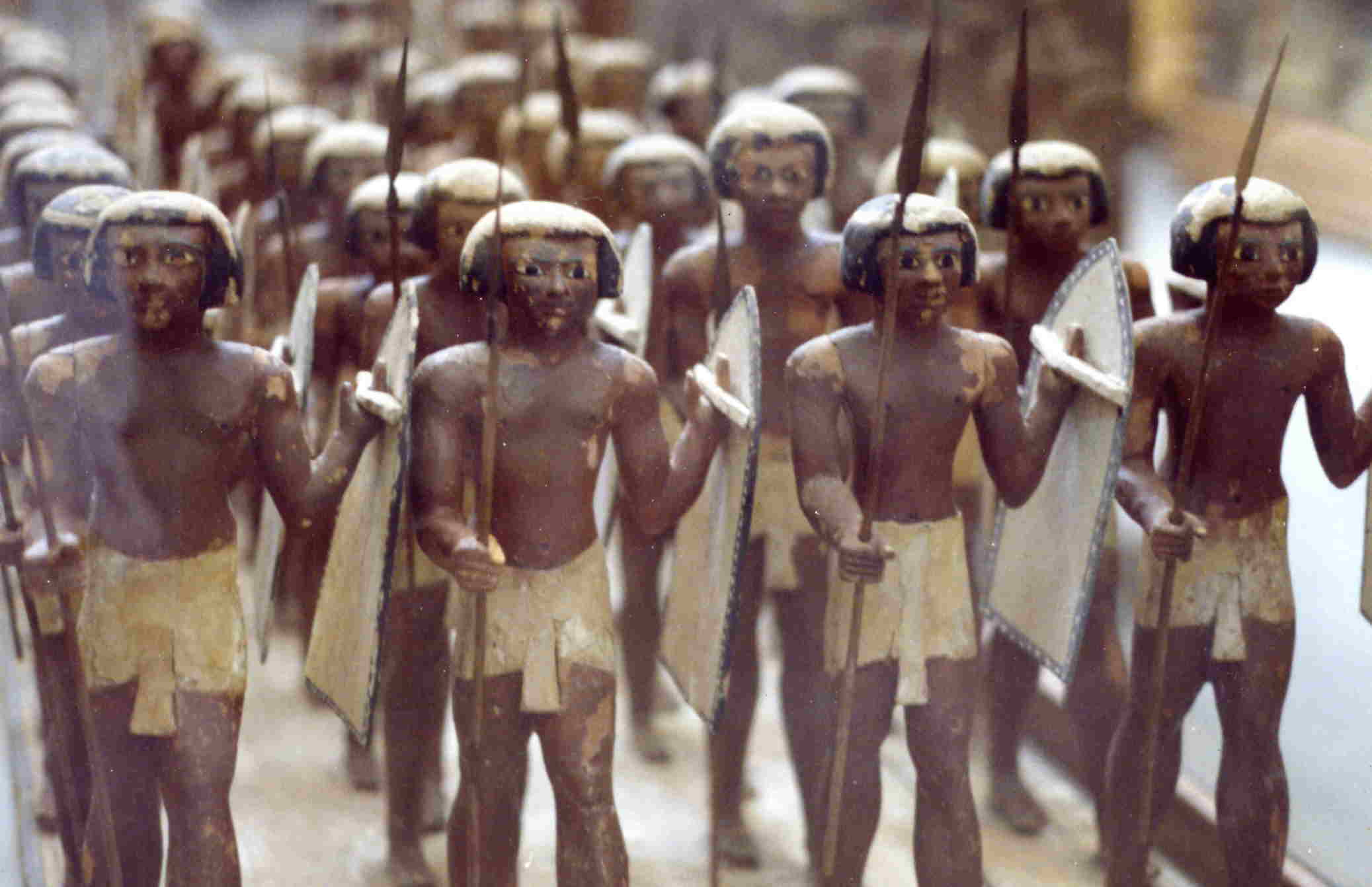
Figurenreihe mit ägyptischen Soldaten

Mesehti ist bisher nur von seiner Grabausstattung bekannt, die sich am Ende des 19. Jahrhunderts bei illegalen Grabungen in Assiut fand. Das Grab war anscheinend unberaubt. Die Beigaben wurden vor allem an das Ägyptische Museum in Kairo verkauft.
Das Grab enthielt zwei große Särge aus Holz. Sie waren vor allem auf den Innenseiten mit Sargtexten dekoriert und gelten als eine der wichtigsten Quellen für diese Gattung religiöser Texte. Die Deckelunterseite zeigt eine Dekanliste.
Im Grab befand sich einst auch eine Reihe von Modellfiguren aus Holz, wie sie typisch für Bestattungen des Mittleren Reiches sind. Als eine Besonderheit enthielt das Grab jeweils ein Figurenset mit nubischen und eines mit ägyptischen Soldaten. Die Nubier sind dunkelhäutig gekennzeichnet, tragen einen roten Lendenschurz, sowie Pfeil und Bogen. Die Ägypter erscheinen als Speerträger mit hellem Lendenschurz, Speer und Schild. Die Figuren variieren in der Größe, sollten also wohl Individuen wiedergeben.
Siehe auch: Altägyptische Beamten- und Funktionstitel